# I giorni dell'arcobaleno
I giorni dell'arcobaleno è il quinto album del cantante italiano Nicola Di Bari, pubblicato su 33 giri dalla RCA Italiana nel 1972.

## Tracce
LATO A
1. I giorni dell'arcobaleno (testo: Dalmazio Masini – musica: Piero Pintucci, Nicola Di Bari)
2. Vagabondo (testo: Giulio D'Ercole, Alberto Morina – musica: Alberto Morina, Adriano Tomassini, Mario Vicari)
3. Eternamente (testo: Vincenzo Ardo – musica: Charlie Chaplin)
4. La prima cosa bella (testo: Mogol – musica: Gian Franco Reverberi, Nicola Di Bari)
5. Una ragazzina come te (testo: Giuseppe Lo Bianco – musica: Bobby Darin)
6. Un uomo molte cose non le sa (testo: Alberto Salerno - musica: Elio Isola)

LATO B
1. Chitarra suona più piano (testo: Franca Evangelisti - musica: Nicola Di Bari, Marcello Marrocchi)
2. Giramondo (testo: Rosario Leva, Sergio Bardotti - musica: Gian Franco Reverberi, Nicola Di Bari)
3. Se mai ti parlassero di me	(testo: Giorgio Calabrese – musica: Charlie Chaplin)
4. Il cuore è uno zingaro (testo: Franco Migliacci – musica: Claudio Mattone)
5. Il mondo è grigio, il mondo è blu (testo: Giorgio Calabrese – musica: Éric Charden, Jacques Monty)
6. Era di primavera (testo e musica: Nicola Di Bari)